# Jason Kubler
Jason Murray Kubler (n. 19 mai 1993, Brisbane, Queensland, Australia) este  un tenismen profesionist australian. Cea mai bună clasare a sa la simplu este locul 63 mondial, în aprilie 2023, iar la dublu locul 27 mondial, în mai 2023.